# Villadia mexicana
Villadia mexicana là một loài thực vật có hoa trong họ Crassulaceae. Loài này được (Schltdl.) Jacobsen miêu tả khoa học đầu tiên năm 1958.